# Rozczarowanie
Rozczarowanie – emocja, której doznajemy, gdy nasza wiedza, wiara lub nadzieja ulegnie niemiłej dla nas konfrontacji z rzeczywistością. Konfrontacja może być dowolnie subiektywna, np. gdy ktoś nas wprowadzi w błąd.

## Przykładowy schemat z nadzieją i wiarą
Zakladamy, że wierzymy w dużą wartość celu, ale mamy zaledwie nadzieję na jego osiągnięcie. Osiągamy cel, ale okazuje się on mniej wartościowy niż zakładaliśmy. Wówczas im większa była wiara w wartość celu, tym większego doznamy rozczarowania po osiągnięciu tego celu, dlatego czasem rezygnujemy z dążenia do celu, którego wartości nie jesteśmy pewni, aby uniknąć ewentualnego rozczarowania. Po takiej rezygnacji czasem profilaktycznie włącza się mechanizm obronny racjonalizacji, który zaniża wartość celu lub szanse jego osiągnięcia. Może się jednak okazać, że cel z którego zrezygnowaliśmy, rzeczywiście był wartościowy. Wówczas, im większa jest jego wartość, tym większe jest prawdopodobieństwo włączenia się mechanizmu racjonalizacji, który pomaga nam uchronić się przed pojawieniem się zaburzeń depresyjnych, które często są skutkiem silnego rozczarowania.